# Constitución del Estado Sud-Peruano
La Constitución Política del Estado Sud-Peruano fue una carta política que acordó la formación del Estado Sud-Peruano, que abarcaba todo el sur del Perú. Fue dada por la Asamblea del Sud del Perú o Asamblea de Sicuani, que se reunió del 16 al 22 de marzo de 1836. Acordó asimismo, la federación de dicho estado con la República de Bolivia, y con otro estado que debía crearse en el norte peruano (que sería el Estado Nor-Peruano), que en conjunto formarían la Confederación Perú-Boliviana. Esta fue establecida por el Gran Mariscal Andrés de Santa Cruz, Protector Supremo de los tres Estados, por decreto dado en Lima el 28 de octubre de 1836.

## Contexto
En 1835 estalló la guerra por el establecimiento de la Confederación Perú-Boliviana. El Jefe Supremo del Perú, Felipe Santiago Salaverry se alió con el mariscal Agustín Gamarra para combatir la invasión boliviana dirigida por el presidente Andrés de Santa Cruz, la cual había sido solicitada por el presidente provisorio del Perú Luis José de Orbegoso, atosigado por las revueltas internas. Santa Cruz triunfó en 1836, y tras el destierro de Gamarra y el fusilamiento de Salaverry, quedó como dueño del Perú y con el camino abierto para plasmar su proyectada Confederación Perú-Boliviana.

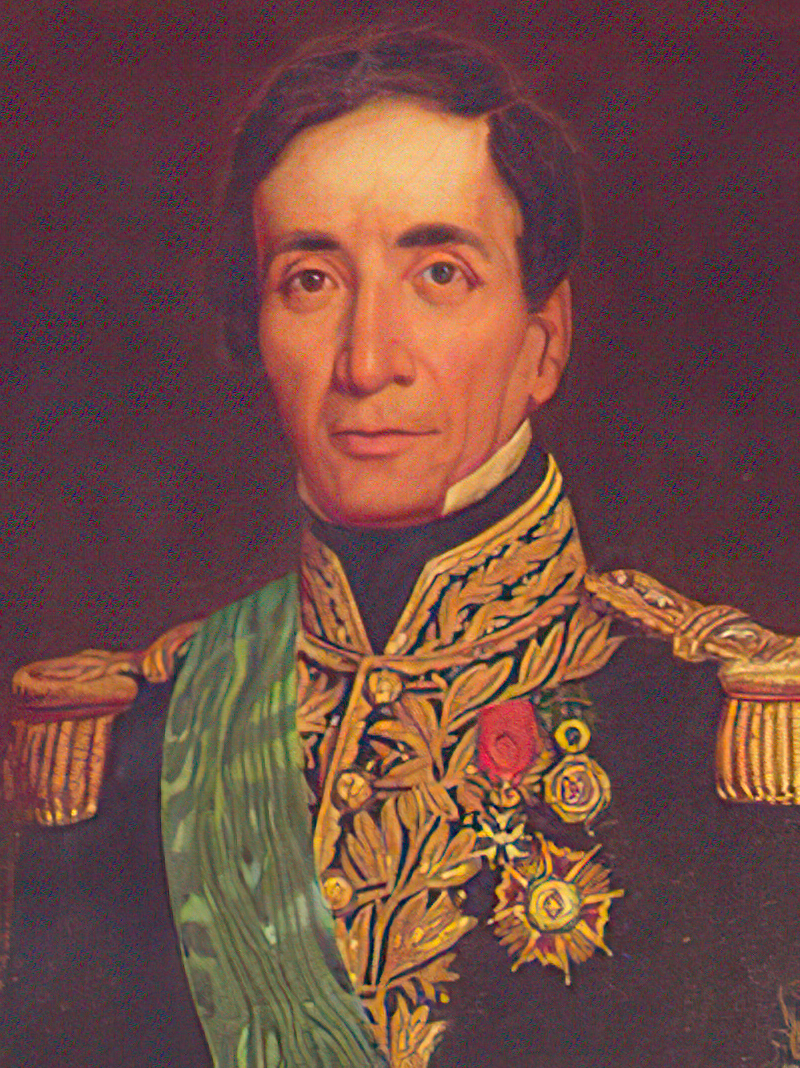
Gran mariscal Andrés de Santa Cruz, Supremo Protector de la Confederación Perú-Boliviana.

La idea inicial de Santa Cruz era, al parecer, federar a Bolivia con el sur del Perú, pues allí contaba con mayor popularidad. Incluso en el mismo sur peruano esta política a favor de la unión con Bolivia tenía muchos adeptos, entre ellos el famoso deán Valdivia. Ello obedecía a la lógica de que entre el sur peruano y Bolivia existían (y aún existen) estrechas vinculaciones económicas, entre otras afinidades de tipo histórico, geográfico, racial y cultural. Otros políticos peruano, como el clérigo Francisco Xavier de Luna Pizarro, aceptaban la idea de la Federación, pero sostenían que previamente debía crearse un estado sud-peruano y otro nor-peruano, los cuales debían confederarse con Bolivia. Este planteamiento fue el que finalmente se llevó a cabo. Santa Cruz, hábil estadista, contaba que, en caso de que el norte peruano se opusiera a la Confederación, al menos tendría asegurada la unión del sur del Perú con Bolivia.

## La Asamblea de Sicuani
De acuerdo con una convocatoria hecha, los 23 representantes de los departamentos del Sur del Perú (Ayacucho, Arequipa, Cuzco y Puno) se reunieron en una Asamblea que se llevó a cabo en la ciudad de Sicuani, del 16 al 22 de marzo de 1836. Dicha asamblea fue presidida por Nicolás Fernández de Piérola y Flores (padre del futuro presidente Nicolás de Piérola).
El día 17 de marzo esta asamblea dio la Constitución del Estado Sud-Peruano.

## La Constitución
La Constitución del Estado Sud-Peruano estipuló lo siguiente:
- Acordó la formación de un estado independiente a base de los departamentos de Arequipa, Ayacucho, Cuzco y Puno, que adoptaría el nombre de Estado Sud-Peruano y su forma de gobierno sería la popular representativa.
- Se comprometió a confederarse con Bolivia y con el otro estado que debía formarse en el norte del Perú (que sería el Estado Nor-Peruano). Las bases de dicha confederación debían se fijadas por un congreso de plenipotenciarios nombrados por cada uno de los tres estados.
- Confió el ejercicio de toda la suma del poder público al mariscal Andrés de Santa Cruz bajo el título de Supremo Protector del Estado Sud-Peruano.

Esta Constitución fue aprobada por la ley del congreso de Bolivia del 30 de mayo de 1838. 

## Derogación
Tras la Restauración, se declaró nulo y atentatorio todo lo hecho por la Asamblea de Sicuani (ley de 25 de setiembre de 1839). La Constitución de 1839 ratificó este desconocimiento, prohibiendo en adelante todo pacto federativo que pusiera en peligro la unidad del Perú. Desde entonces no ha existido otro intento serio de crear un estado en el sur de este país.